# Otto Heller (Kameramann)
Otto Heller (* 8. März 1896 in Prag; † 19. Februar 1970 in London) war ein tschechischer, im damaligen Österreich-Ungarn gebürtiger Kameramann, der später die britische Staatsbürgerschaft annahm.

## Leben
Heller begann seine berufliche Laufbahn als Filmvorführer in Prag. Während des Ersten Weltkrieges wurde er von der k. u. k. Armee als Kameramann verpflichtet und war nach dem Tod von Kaiser Franz Joseph 1916 an den Aufnahmen der Begräbnisfeier beteiligt.
1918 drehte er seinen ersten Spielfilm und arbeitete von Beginn an mit dem Schauspieler und Regisseur Karel Lamač zusammen. Seit 1927 war er auch häufig in Berliner Ateliers tätig, meist bei Filmkomödien.
Ab 1935 mied Heller das nationalsozialistische Deutschland und pendelte zwischen Prag, Amsterdam, London und Paris. In Paris befand er sich auch beim Ausbruch des Zweiten Weltkrieges und leitete dort die Aufnahmen zu Von Mayerling bis Sarajewo des Regisseurs Max Ophüls.
Der Einmarsch der Wehrmacht in Frankreich 1940 veranlasste ihn zur Flucht nach England. Dort schloss er sich den Luftstreitkräften der tschechischen Exilarmee an. Ab Ende 1941 arbeitete er in London erneut als Kameramann, vorwiegend bei Anti-Nazi-Streifen.
Heller, seit 1945 britischer Staatsbürger, blieb auch nach Kriegsende ein sehr produktiver Bildgestalter, dessen Œuvre von der Literaturverfilmung über Abenteuerstoffe bis zu Spionagethrillern und erneut Komödienfilmen reichte. Besondere Beachtung fand 1959 der Schocker Augen der Angst mit Karlheinz Böhm. 1965 erhielt er den British Film Academy Award für Ipcress – streng geheim. Wenige Monate vor seinem Tod zog sich Heller ins Privatleben zurück.

## Filmografie (Auswahl)
- 1920: Der kleine Drahtbinder (Drátenícek)
- 1921: Das Geheimnis des alten Buches (Setrelé písmo)
- 1921: Gesang des Goldes (Zpev zlata)
- 1921: Vergiftetes Licht (Otrávené svetlo)
- 1921: Der Ankömmling aus der Finsternis (Príchozí z temnot)
- 1923: Tomys abenteuerliche Brautfahrt (Drvostep)
- 1923: Dieser Stein: Tut-anch-amon (Tu ten kámen aneb Kterak láskou mozno v mziku vzplanout treba k neboztík)
- 1923: Der Mann ohne Herz (Muz bez srdce)
- 1923: Die Entführung des Bankiers Fux (Únos bankére Fuxe)
- 1924: Das Glasschloß / Die Kristallprinzeß / Das weiße Paradies (Bílý ráj)
- 1925: Der ungeschickte Räuber / Fangt ihn! (Chytte ho!)
- 1925: Die Heirat der Nanynka Kulichovy (Vdavky Nanynky Kulichovy)
- 1925: Die Laterne (Lucerna)
- 1926: Der brave Soldat Schwejk (Dobrý voják Svejk)
- 1926: Die Gräfin aus der Vorstadt (Hrabenka z podskalí)
- 1927: Gevatter Bezousek (Pantáta Bezousek)
- 1927: Anny, kehr zurück! (Anicko, vrat se!)
- 1927: Die Kreutzersonate (Kreutzerova sonáta)
- 1927: Werther
- 1928: Evas Töchter
- 1928: Saxophon-Susi
- 1928: Der erste Kuß
- 1929: Straßenbekanntschaften
- 1929: Sündig und süß
- 1929: Das Mädel mit der Peitsche
- 1929: Die Sünde einer schönen Frau
- 1930: Die Kaviarprinzessin
- 1930: Das Kabinett des Dr. Larifari
- 1930: Wiener Herzen (Erzherzog Otto und das Wäschermädel)
- 1930: Das Mädel aus U.S.A.
- 1930: Die vom Rummelplatz
- 1930: Der falsche Feldmarschall
- 1930: Eine Freundin so goldig wie Du
- 1931: Die Privatsekretärin
- 1931: Der Zinker
- 1931: Die Fledermaus
- 1932: Simone kann nicht anders (Simone est comme ça)
- 1932: Der ideale Lehrer (Kantor ideál)
- 1932: Eine Nacht im Paradies
- 1932: Wehe, wenn er losgelassen
- 1932: Der Hexer
- 1932: Die grausame Freundin
- 1932: Vor der Matura (Pred maturitou)
- 1932: Kiki
- 1932: Anton Spelec, der Scharfschütze (Anton Spelec, ostrostrelec)
- 1933: Die Tochter des Regiments
- 1933: Fräulein Hoffmanns Erzählungen
- 1933: Das verliebte Hotel
- 1934: Adjutant seiner Hoheit
- 1934: Annette im Paradies
- 1934: Die vertauschte Braut
- 1934: Karneval und Liebe
- 1934: Eine Frau, die weiß, was sie will (Zena, ktera vi co chce)
- 1934: Klein Dorrit
- 1934: Polenblut
- 1935: Großreinemachen
- 1935: Knock out
- 1935: Und das Leben geht weiter (A zivot jde dál)
- 1935: Der junge Graf
- 1937: Der Schritt ins Dunkel (Krok do tmy)
- 1937: Die weiße Krankheit (Bílá nemoc)
- 1937: Secret Lives
- 1938: Der unsterbliche Geliebte (Karel Hynek Mácha)
- 1940: Von Mayerling bis Sarajewo (De Mayerling à Sarajevo)
- 1940: Irrlichter der Grenze (L’Empreinte du Dieu)
- 1940: Aber mein Hans, der kann’s (Le Grand élan)
- 1943: Spionagering M (They Met in the Dark)
- 1944: Mr. Emmanuel
- 1945: Die Atlantik-Brücke (I Live in Grosvenor Square)
- 1946: Rauschgift an Bord (Night Boat to Dublin)
- 1947: Hafen der Versuchung (Temptation Harbour)
- 1947: Sträfling 3312 - Auf der Flucht (They Made Me a Fugitive)
- 1948: Straße des Lebens (Bond Street)
- 1948: Die seidene Schlinge (Noose)
- 1949: Pique Dame (The Queen of Spades)
- 1950: Peppino und Violetta (Peppino e Violetta)
- 1951: Geheimdienst schlägt zu (I’ll Get You for This)
- 1952: Der rote Korsar (The Crimson Pirate)
- 1952: Der Mann, der sich selbst nicht kannte (The Man Who Watched Trains Go By)
- 1953: Jim, der letzte Sieger (The Square Ring)
- 1954: Weißer Herrscher über Tonga (His Majesty O’Keefe)
- 1954: Kleiner Jockey ganz groß (The Rainbow Jacket)
- 1954: Das geteilte Herz (The Divided Heart)
- 1955: Richard III. (Richard III)
- 1955: Ladykillers (The Ladykillers)
- 1956: Ein Kind kommt ins Haus (Child in the House)
- 1957: Der Mann aus der Fremde (The Passionate Stranger)
- 1957: Manuela (Manuela)
- 1957: Interpol ruft Berlin (The Vicious Circle)
- 1958: Sheriff wider Willen (The Sheriff of Fractured Jaw)
- 1958: Froschmann Crabb (The Silent Enemy)
- 1959: Das Bittere und das Süße (The Rough and the Smooth)
- 1959: Fähre nach Hongkong (Ferry to Hong Kong)
- 1960: Augen der Angst (Peeping Tom)
- 1960: Zu heiß zum Anfassen (Too Hot to Handle)
- 1960: An heiligen Wassern
- 1961: Sommer der Verfluchten (The Singer Not the Song)
- 1961: Die große Attraktion (The Big Show)
- 1961: Der Teufelskreis (Victim)
- 1962: Auf zur Navy (We Joined the Navy)
- 1962: Licht auf der Piazza (Light in the Piazza)
- 1962: Brennende Schuld (Life For Ruth)
- 1964: Die Strohpuppe (Woman of Straw)
- 1964: Die Rache des Pharao (The Curse of the Mummy's Tomb)
- 1965: Agenten lassen bitten (Masquerade)
- 1965: Ipcress – streng geheim (The Ipcress File)
- 1966: Der Verführer läßt schön grüßen (Alfie)
- 1966: Finale in Berlin (Funeral in Berlin)
- 1967: Der Spinner (Don’t Raise the Bridge, Lower the River)
- 1967: Der Mann am Draht (The Naked Runner)
- 1967: Was kommt danach…? (I’ll Never Forget What’s’isname)
- 1968: Duffy, der Fuchs von Tanger (Duffy)
- 1971: Bloomfield